# سيزار نافا فاسكيز
سيزار نافا فاسكيز هو محامي وسياسي مكسيكي، ولد في 16 يوليو 1974 في موريليا في المكسيك. نشط حزبياً في حزب العمل الوطني. وقد انتخب President of the National Action Party ‏ وانتخب عضو مجلس النواب المكسيك ‏.